# 通光散
通光散（学名：Marsdenia tenacissima）是夹竹桃科牛奶菜属的植物。分布在柬埔寨、老挝、印度、缅甸、印度尼西亚、越南、斯里兰卡以及中国大陆的云南、贵州等地，生长于海拔2,000米的地区，见于疏林中，目前尚未由人工引种栽培。

## 别名
大苦藤、地甘草、乌骨藤、黄桧、下奶藤、勒藤（云南）